# Vitello tonnato
A vitello tonnato egy jellegzetes piemonti előétel. 
A vitello tonnato fehérborral, hagymával és zellerrel marinírozott, majd vékony szeletekre felvágott főtt borjúhús, amelyet tonhalszósszal fednek be. A szósz kemény tojássárga, szardínia, olívaolaj, fehérbor, citromlé és tonhal keveréke.